# Orthocentrus
Orthocentrus is een geslacht van insecten uit de orde vliesvleugeligen (Hymenoptera) en de familie Ichneumonidae.

## Soorten
- O. ambiguus Holmgren, 1858
- O. asper (Gravenhorst, 1829)
- O. attenuatus Holmgren, 1858
- O. bilineator Aubert, 1959
- O. canariensis Hellen, 1949
- O. castellanus Ceballos, 1963
- O. corrugatus Holmgren, 1858
- O. frontator (Zetterstedt, 1838)
- O. fulvipes Gravenhorst, 1829
- O. hirsutor Aubert, 1969
- O. longicornis Holmgren, 1858
- O. macrocerus Strobl, 1903
- O. marginatus Holmgren, 1858
- O. monilicornis Holmgren, 1858
- O. nigricornis Boheman, 1866
- O. nigristernus Rondani, 1877
- O. orbitator Aubert, 1963
- O. palpalis Brischke, 1892
- O. patulus Holmgren, 1858
- O. petiolaris Thomson, 1897
- O. protervus Holmgren, 1858
- O. radialis Thomson, 1897
- O. rufescens Brischke, 1871
- O. sannio Holmgren, 1858
- O. spurius Gravenhorst, 1829
- O. strigatus Holmgren, 1858
- O. thomsoni Roman, 1936
- O. tuberculatus Brischke, 1891
- O. winnertzii Forster, 1850